# Chuchus
Chuchus es una localidad peruana ubicada en el distrito de Huancapón, perteneciente a la provincia de Cajatambo del departamento de Lima, al centro oeste del Perú. 

## Ubicación
Chuchus se ubica al norte de la provincia de Cajatambo, en el distrito de Huancapón, en el departamento de Lima.

## Demografía
En 2017 Chuchus tenía una población de 5 habitantes y 7 viviendas.